# Mothocya toyamaensis
Mothocya toyamaensis är en kräftdjursart som beskrevs av Nunomura1993. Mothocya toyamaensis ingår i släktet Mothocya och familjen Cymothoidae. Inga underarter finns listade i Catalogue of Life.